# (3834) Zappafrank
(3834) Zappafrank es un asteroide perteneciente al cinturón de asteroides descubierto por Ladislav Brožek desde el Observatorio Kleť, cerca de České Budějovice, República Checa, el 11 de mayo de 1980.

## Designación y nombre
Zappafrank se designó inicialmente como 1980 JE.
Más tarde, en 1994, fue nombrado en honor del músico estadounidense Frank Zappa (1940-1993).

## Características orbitales
Zappafrank está situado a una distancia media del Sol de 2,551 ua, pudiendo acercarse hasta 2,057 ua y alejarse hasta 3,045 ua. Su inclinación orbital es 14,07 grados y la excentricidad 0,1938. Emplea 1488 días en completar una órbita alrededor del Sol.

## Características físicas
La magnitud absoluta de Zappafrank es 13,5.